# Prix Médicis
Prix Médicis är ett franskt litteraturpris, uppkallat efter den italienska ätten Medici, som utdelas i l'Hôtel Crillon varje år i november. Det instiftades 1958 av Gala Barbisan och Jean-Pierre Giraudoux i klassen för inhemsk skönlitteratur, för att belöna författarskap vilkas talang inte motsvarade deras berömmelse. Sedan dess har två till klasser tillkommit: 1970 instiftades Prix Médicis étranger för utländska författare, och 1985 Prix Médicis essai för icke-skönlitterära verk.

## Pristagare

### Prix Médicis
- 1958 - La Mise en scène -  Claude Ollier
- 1959 - Le Dîner en ville -  Claude Mauriac
- 1960 - John Perkins suivi d'Un scrupule -  Henri Thomas
- 1961 - Le Parc -  Philippe Sollers
- 1962 - Derrière la baignoire -  Colette Audry
- 1963 - Un chat qui aboie -  Gérard Jarlot
- 1964 - L'Opoponax -  Monique Wittig
- 1965 - La Rhubarbe -  René-Victor Pilhes
- 1966 - Une saison dans la vie d'Emmanuel -  Marie-Claire Blais
- 1967 - Histoire -  Claude Simon
- 1968 - Le Mendiant de Jérusalem -  Élie Wiesel
- 1969 - Dedans -  Hélène Cixous
- 1970 - Sélinonte ou la Chambre impériale -  Camille Bourniquel
- 1971 - L'Irrévolution -  Pascal Lainé
- 1972 - Le Tiers des étoiles -  Maurice Clavel
- 1973 - Paysage de fantaisie -  Tony Duvert
- 1974 - Porporino ou les Mystères de Naples -  Dominique Fernandez
- 1975 - Le Voyage à Naucratis -  Jacques Almira
- 1976 - Les États du désert -  Marc Cholodenko
- 1977 - L'Autre Amour -  Michel Butel
- 1978 - La vie mode d'emploi -  Georges Perec
- 1979 - La Nuit zoologique -  Claude Durand
- 1980 - Cabinet-portrait - Jean-Luc Benoziglio, som avstod priset, som då gick till Jean Lahougue för Comptine des Height
- 1981 - L'Enfant d'Édouard -  François-Olivier Rousseau
- 1982 - L'Enfer et Cie -  Jean-François Josselin
- 1983 - Cherokee -  Jean Echenoz
- 1984 - Le Diable en tête -  Bernard-Henri Lévy
- 1985 - Naissance d'une passion -  Michel Braudeau
- 1986 - Les Funérailles de la Sardine -  Pierre Combescot
- 1987 - Les Éblouissements - Pierre Mertens
- 1988 - La Porte du fond -  Christiane Rochefort
- 1989 - Le Livre brisé -  Serge Doubrovsky
- 1990 - Les Quartiers d'hiver -  Jean-Noël Pancrazi
- 1991 - La Dérive des sentiments -  Yves Simon
- 1992 - Tlacuilo -  Michel Rio
- 1993 - Sa femme - Emmanuèle Bernheim
- 1994 - Immobile dans le courant du fleuve -  Yves Berger
- 1995 - La Langue maternelle -  Vassilis Alexakis och Le testament français - Andreï Makine
- 1996 - Orlanda - Jacqueline Harpman och L'Organisation - Jean Rolin
- 1997 - Les Sept Noms du peintre - Philippe Le Guillou
- 1998 - Le Loup mongol - Homéric
- 1999 - Mon grand appartement - Christian Oster
- 2000 - Diabolus in musica - Yann Apperry
- 2001 - Le Voyage en France - Benoît Duteurtre
- 2002 - Kafka et les jeunes filles - Daniel Desmarquet
- 2003 - Quatre soldats - Hubert Mingarelli
- 2004 - La Reine du silence - Marie Nimier
- 2005 - Fuir - Jean-Phillippe Toussaint
- 2006 - La promesse - Sorj Chalandon
- 2007 - La stratégie des antilopes - Jean Hatzfeld
- 2008 - Là où les tigres sont chez eux - Jean-Marie Blas de Roblès
- 2009 - L'énigme du retour - Dany Laferrière
- 2010 – Naissance d'un pont – Maylis de Kerangal
- 2011 – Ce qu'aimer veut dire – Mathieu Lindon
- 2012 – Féerie générale – Emmanuelle Pireyre
- 2013 – Il faut beaucoup aimer les hommes - Marie Darrieussecq
- 2014 – Terminus radieux – Antoine Volodine
- 2015 – Titus n'aimait pas Bérénice – Nathalie Azoulai
- 2016 – Laëtitia ou la Fin des hommes – Ivan Jablonka

### Prix Médicis étranger
- 1970 - Salto mortale - Luigi Malerba, Italien
- 1971 - ingen
- 1972 - Cobra -  Severo Sarduy, Kuba
- 1973 - Livet är någon annanstans - Milan Kundera, Tjeckoslovakien
- 1974 - Libro de Manuel - Julio Cortázar, Argentina
- 1975 - Edwin Mullhouse : the life and death of an American writer - Steven Millhauser, USA
- 1976 - The Gold Coronet, Doris Lessing, Storbritannien
- 1977 - Le Traité des saisons - Hector Bianciotti, Argentina
- 1978 - L'Avenir radieux - Aleksandr Zinovjev, Ryssland
- 1979 - La harpe et l'ombre - Alejo Carpentier, Kuba
- 1980 - A Dry White Season - André Brink, Sydafrika
- 1981 - Le Jour de la comtesse - David Shahar, Israel
- 1982 - Rosens namn - Umberto Eco, Italien
- 1983 - La route bleue - Kenneth White, Skottland
- 1984 - Aracoeli - Elsa Morante, Italien
- 1985 - God Knows - Joseph Heller, USA
- 1986 - Aventures dans le commerce des peaux en Alaska - John Hawkes, Storbritannien
- 1987 - Nocturne indien - Antonio Tabucchi, Italien
- 1988 - Les Maîtres anciens - Thomas Bernhard, Österrike
- 1989 - La Neige de l'amiral - Álvaro Mutis, Colombia
- 1990 - Les feux du Bengale - Amitav Ghosh, Indien
- 1991 - ingen
- 1992 - Lögner i krigstid - Louis Begley, Polen
- 1993 - Leviathan - Paul Auster, USA
- 1994 - Sömnens broder - Robert Schneider, Österrike
- 1995 - Vredens slott - Alessandro Baricco, Italien
- 1996 - Himmelfarb - Michael Krüger, Tyskland och Sonietchka -  Ludmila Oulitskaïa, Ryssland
- 1997 - The Tortilla Curtain -  T. Coraghessan Boyle, USA
- 1998 - The House of Sleep -  Jonathan Coe, Storbritannien
- 1999 - Le capitaine et les rêves -  Björn Larsson, Sverige (originalet på franska)
- 2000 - Anil's Ghost -  Michael Ondaatje, Kanada
- 2001 - La noce du poète -  Antonio Skarmeta, Chile
- 2002 - The Human Stain - Philip Roth,  USA
- 2003 - Le Mal de Montano - Enrique Vila-Matas, Spanien
- 2004 - Histoire d'une vie - Aharon Appelfeld, Israel
- 2005 - Snö - Orhan Pamuk, Turkiet
- 2006 - Return of the Hooligan  - Norman Manea, Rumänien
- 2007 - The Lost: A Search for Six of Six Million - Daniel Mendelsohn, USA
- 2008 - Un garçon parfait - Alain Claude Sulzer, Schweiz
- 2009 – What Is the What: The Autobiography of Valentino Achak Deng (Fransk titel: Le Grand Quoi) – Dave Eggers, USA
- 2010 – Sukkwan Island – David Vann, USA
- 2011 – To the End of the Land (French title: Une femme fuyant l'annonce) – David Grossman, Israel
- 2012 – Spanish Charity (French title: Rétrospective) – A. B. Yehoshua, Israel
- 2013 – Op zee (French title: En mer) - Toine Heijmans, Nederländerna
- 2014 - Lola Bensky - Lily Brett, Australien
- 2015 – Daha – Hakan Günday, Turkiet
- 2016 – De utvalda – Steve Sem-Sandberg, Sverige

### Prix Médicis essai
- 1990 - Shakespeare : les feux de l'envie - René Girard
- 1993 - La Sculpture de soi - Michel Onfray
- 1995 – La tentation de l'innocence - Pascal Bruckner
- 1996 - L'Horreur économique - Viviane Forrester
- 1997 - Siècle des intellectuels -  Michel Winock
- 1998 - Une histoire de la lecture - Alberto Manguel
- 1999 - Colette, une certaine France -  Michel Del Castillo
- 2000 - Le Zoo des philosophes - Armelle Lebras-Chopard
- 2001 - Secrets de jeunesse -  Edwy Plenel
- 2002 - Kafka et les jeunes filles - Daniel Desmarquet
- 2003 - Morts imaginaires - Michel Schneider
- 2004 - Aurore et George - Diane de Margerie
- 2005 - La Vie sauve - Lydie Violet och Marie Desplechin
- 2006 - Frère du précédent - Jean-Bertrand Pontalis
- 2007 – L'Année de la pensée magique – Joan Didion, USA
- 2008 – Warhol Spirit – Cécile Guilbert
- 2009 – Mémoire d'un fou d'Emma – Alain Ferry
- 2010 – Les Couleurs de nos souvenirs – Michel Pastoureau
- 2011 – Dans les forêts de Sibérie – Sylvain Tesson
- 2012 – Congo – David van Reybrouck
- 2013 – La Fin de l'homme rouge ou le temps du désenchantement (Время секонд хэнд) - Svetlana Aleksijevitj
- 2014 - Manifeste incertain, tome 3 - Frédéric Pajak
- 2015 – Sauve qui peut la vie – Nicole Lapierre
- 2016 – Boxe – Jacques Henric